# Roderick Wijsmuller
Roderick Wijsmuller (Jakarta, 1980) is een Nederlands internationaal hockeyscheidsrechter. Wijsmuller fluit sinds 2001 in de Nederlandse hoofdklasse. Samen met Roel van Eert kwam Wijsmuller in actie op het Wereldkampioenschap hockey 2014 in Den Haag. Eerder floot Wijsmuller onder meer wedstrijden in de Hockey World League.
Wijsmuller behaalde een Masterdiploma aan de Rijksuniversiteit Groningen.